# پاپ (روستا)
پاپ (به مجاری:  Pap) یک منطقهٔ مسکونی در مجارستان است که در ناحیه کیش‌واردا واقع شده‌است. پاپ ۱۷٫۱۵ کیلومتر مربع مساحت و ۱٬۸۰۵ نفر جمعیت دارد.